# 最多観客動員記録 (プロレス・格闘技)
最多観客動員記録では、プロレス・格闘技の興行における団体別・会場別での最多観客動員数を記載。

## 団体別

### プロレス
- 新日本プロレス→1998年4月4日の東京ドーム（アントニオ猪木引退試合）が70,000人。
  - なお、1995年4月29日に綾羅島メーデー・スタジアムにてWCWと合同で平和のための平壌国際体育・文化祝典を開催し、プロレス史上最多たる190,000人を動員しているが、あくまでも共同開催なのでここでは含めない。
- 全日本プロレス→1999年5月2日の東京ドーム（同年死去したジャイアント馬場の引退記念試合）が65,000人。
- プロレスリング・ノア→2005年7月18日の東京ドーム大会「Destiny 2005」が62,000人。
- プロレスリングZERO1→2010年4月17日に札幌駅前で開催された「札幌駅前・いじめ撲滅 元気はつらつ10万人プロレス」が延べ100,000人。
- DRAGON GATE→2009年3月22日に両国国技館で開催された「THE GATE OF ANNIVERSARY」が11,500人。
- DDTプロレスリング→2001年12月8日に福岡ドームで開催された「レスリングとんこつin福岡ドーム」が12,800人。
- イノキ・ゲノム・フェデレーション→2012年12月2日にパキスタン・ペシャーワルのカイユーム・スタジアムで開催された「INOKI BOM-BA-YE in Pakistan」が25,000人。
- 大日本プロレス→2001年12月2日の横浜アリーナ大会が11,923人。
- WRESTLE-1→2014年11月1日に両国国技館で開催された「武藤敬司デビュー30周年記念大会『HOLD OUT』」が7,200人。
- みちのくプロレス→2005年11月6日に仙台市役所前市民広場で開催された「お祭りプロレス」が22,500人。
- リアルジャパンプロレス→2014年4月16日に国立代々木競技場第二体育館で開催された「STRONG STYLE RETURNS PROJECT〜元大相撲関脇 貴闘力プロレスデビュー戦〜」が3,917人。
- プロレスリングFREEDOMS→2012年9月9日の一関市総合体育館大会が1,382人。
- KAIENTAI DOJO→2017年9月4日に後楽園ホールで開催された「TAKAみちのく25周年記念大会 〜SIMPLE IS BEST〜」が1,616人。
- 大阪プロレス→2003年2月1日に大阪城ホールで開催された「大阪ハリケーン」が7,868人。
- スポルティーバエンターテイメント→2012年11月4日にZepp NAGOYAで開催された「愛プロレス博2012〜その向こうへ〜」が600人。
- 東海プロレス→2011年11月13日に日本ガイシスポーツプラザ第三競技場で開催された「JWA東海プロレス20周年記念大会」が267人。
- 信州プロレス→2017年11月26日に長野市・ビッグハットで開催された「無茶フェス2017inビッグハット2」が7,000人。
- プロレスリング華☆激→2006年12月3日にチャチャタウン小倉で開催された「バトル in チャチャタウン」が2,720人。
- JWP→1995年6月16日に両国国技館で開催された「THUNDER QUEEN 両国 WONDERLAND」が11,000人。
- LLPW-X(LLPW)→1994年7月14日に東京体育館で開催された「闘狂女伝説 〜時代の扉をこじ開ける瞬間」が8,300人。
- OZアカデミー→2011年8月21日に横浜文化体育館で開催された「プラムの花咲くOZの国2011 YOKOHAMA DREAMS PARK」が2,515人。
- アイスリボン→2016年5月4日に横浜文化体育館で開催された「10年目の到達点」が1,552人。
- プロレスリングWAVE→2017年8月12日に大田区総合体育館で開催された「プロレスリングWAVE 10th anniversary『CARNIVAL WAVE〜NEVER ENDING 大田区 STORY〜』」が2,187人。
- スターダム→2013年4月29日に両国国技館で開催された「STARDOM CHAMPIONS FIESTA2013〜両国シンデレラ〜」が5,500人。
- センダイガールズプロレスリング→2007年4月28日にエコキャンプみちのくで開催された「ARABAKI ROCK FEST.07 HATAHATA SATURDAY AFTERNOON FIGHT」が15,678人。
- ディアナ→2014年12月23日に川崎市体育館で開催された「川崎伝説」が1,980人。
- REINA→2012年5月13日に後楽園ホールで開催された「REINA33旗揚げ一周年記念」が800人。
- 日本プロレス→1961年5月7日に奈良県奈良市のあやめ池遊園地での興行が36,000人。
  - しかしこの観客動員は間違いであり、実際にチケットを購入して観戦した人は17,000人であり、引くことの19,000人は、会場外の丘からのただ見客である。
- 国際プロレス→1971年2月28日　AWAビッグファイトS、盛岡市体育館 10800人。
- UWF(Uインター)→1989年11月29日に東京ドームで行われた「U-COSMOS」が60,000人。
  - なお、1995年10月9日に新日本プロレスとの合同で「新日本プロレスvsUWFインターナショナル全面戦争」を開催し、67,000人を動員しているが、あくまでも共同開催なのでここでは含めない。
- 藤原組→1992年10月4日に東京ドームで行われた「STACK OF ARMS IN TOKYO DOME」が40,800人。
- SWS→1991年12月12日の東京ドームで行われた「スーパー・レッスルin東京ドーム」が61,500人。
  - なお、1991年3月30日にWWF（現・WWE）との合同で「レッスル・フェストin東京ドーム」を開催し、64,618人を動員しているが、あくまでも共同開催なのでここでは含めない。
- FMW→1995年5月5日に川崎球場で行われた「FMW川崎球場大会（大仁田厚引退試合）」が58,250人。
- WJプロレス→2003年3月1日に横浜アリーナで行われた「WJ旗揚げ戦」が13,200人。
- 闘龍門→2004年7月4日に神戸ワールド記念ホールで開催された「創立6周年興行Revolución6」が8,000人。
- ハッスル→2004年1月4日にさいたまスーパーアリーナで行われた「ハッスル1」が23,327人。
- SMASH→2010年11月22日にJCBホールで開催された「SMASH.10」が3,200人。
- 格闘探偵団バトラーツ→1998年11月23日に両国国技館で開催された「BATTLE FICTION〜蘇れゴールデンタイム伝説〜」が8,888人。
- WNC→2012年5月24日に後楽園ホールで開催された旗揚げ戦が1,700人。
- 沖縄プロレス→2012年8月4日に沖縄県立武道館で開催された「沖縄プロレス真夏のビッグイベント闘人〜ばとるんちゅ」が1,350人。
- 全日本女子プロレス→1994年11月20日に東京ドームで開催された「憧夢超女大戦」が42,500人。
- ジャパン女子プロレス→1989年8月29日に韓国・ソウルの蚕室総合運動場で開催された興行が37,000人。
- GAEA JAPAN→2000年05月14日に有明コロシアムで開催された「5th Annivs. DAY」が9,000人。
- 吉本女子プロレスJd'→1996年12月26日に東京ドームで開催された「MYCALよしもと大博覧会 第2戦」が5,800人。
- アルシオン→1999年12月11日に横浜文化体育館で開催された「CARNIVAL ARSION'99」が3,600人。
- NEO女子プロレス(ネオ・レディース)→1998年2月15日に駒沢オリンピック公園総合運動場体育館で開催された「Seven Chocolates〜一日おくれのバレンタインデーキッス〜」が3,135人。
- WWE(WWF)→2016年4月3日にテキサス州アーリントンのAT&Tスタジアムで開催されたレッスルマニア32が101,763人。
- TNA→2013年3月10日にテキサス州サンアントニオのアラモドームで開催されたLockdown 2013が10,000人。
- ROH→2008年5月10日にニューヨーク州ニューヨーク市のハマースタイン・ボールルームで開催されたニューヨーク大会A NEW LEVELが2,100人。
- チカラ→2011年11月13日にペンシルベニア州サウスフィラデルフィアのアサイラム・アリーナで開催されたハイ・ヌーンが864人。
- レッスル・リユニオン→2010年1月30日にカリフォルニア州ロサンゼルスのLAXヒルトンで開催されたWrestle Reunion 4が1,100人。
- CZW→2001年12月15日にペンシルベニア州サウスフィラデルフィアのバイキング・ホールで開催されたケージ・オブ・デスが1,500人。
- PWG→2007年7月29日にカリフォルニア州バーバンクのバーバンク・アーモリーで開催された4周年大会が500人。
- OVW→2001年1月31日にケンタッキー州ルイビルのルイビル・ガーデンで開催されたクリスマス・カオスが5,010人。
- WCW→1998年7月6日にジョージア州アトランタのジョージア・ドームで開催されたWCW・ジョージアドーム大会（ゴールドバーグがホーガンを破りWCW王座を初戴冠した日）が41,412人。
  - なお、1995年4月29日に綾羅島メーデー・スタジアムにて新日本プロレスと合同で平和のための平壌国際体育・文化祝典を開催し、190,000人を動員しているが、あくまでも共同開催なのでここでは含めない。
- ECW→1999年9月19日にイリノイ州ヴィラパークのオデウム・エキスポ・センターで開催されたアナーキー・ルールズが6,000人。
- NWA→1961年6月30日にイリノイ州シカゴのコミスキー・パークでの興行（バディ・ロジャースがパット・オコーナーを破り、NWA世界ヘビー級王座に戴冠した日）が38,622人。
- AWA→ 1986年4月20日にミネソタ州ミネアポリス・メトロドームで行われたレッスルロック 86が23,000人。
- WCCW→ 1984年5月4日テキサス州アーヴィング・テキサス・スタジアムで開催されたパレード・オブ・チャンピオンズが50,123人。
- UWF(ミッドサウスレスリング)→1980年8月2日にルイジアナ州ニューオーリンズのルイジアナ・スーパードームで開催されたスーパードーム・エクストラバガンザが30,000人。
- CWF→1984年6月30日にフロリダ州マイアミのマイアミ・オレンジボウルで開催されたロードス・オブ・ザリングが20,000人。
- CMLL(EMLL)→1969年にメキシコ・プエブラ・エスタジオ・クワウテモックで開催された興行（NWAウェルター級王座戦スティーブ・クレメンツvsカルロフ・ラガルデ）が46,000人。
- AAA→1993年4月30日にメキシコ・メキシコシティのプラザ・メキシコで開催されたトリプレマニアIが48,000人。
- 闘龍門メキシコ→2008年3月11日にメキシコ・メキシコシティのアレナ・メヒコで開催されたドラゴマニアIIIが17,000人。
- LLI→1983年7月12日に開催された興行と、1977年9月7日に開催された興行が30,000人。
- WWC→1984年9月14日にプエルトリコ・サンファンのヒラム・ビソーン・スタジアムで開催されたWWC創立記念祭1984年大会が34,383人。
- WWA→2002年10月16日にオーストラリア・メルボルン・テルストラ・ドームで開催されたM One Concertが30,000人。
- NWE→2008年6月25日にスペイン・バダロナ・バダロナ・スポーツ競技場で開催されたスペイン公演（アルティメット・ウォリアーの復帰戦）が14,000人。

### 格闘技
- K-1→2002年12月7日に東京ドームで開催されたK-1 WORLD GRAND PRIX 2002 決勝戦が74,500人。
- PRIDE→2003年11月9日に東京ドームで行われたPRIDE GRANDPRIX 2003 決勝戦が67,451人。
  - なお上記2団体は、2002年8月28日に国立競技場にてDynamite!史上最大の格闘技ワールドカップ SUMMER NIGHT FEVER in国立を開催し、日本国内での最多である91,107人を動員しているが、あくまでも共同開催なので、ここでは含めない。
- DREAM→2008年5月11日にさいたまスーパーアリーナで開催されたDREAM.3 ライト級グランプリ2008 2nd ROUNDが21,789人。
- 戦極（SRC）→2008年3月5日に国立代々木競技場第一体育館で開催された戦極 〜第一陣〜が15,523人。
- パンクラス→1994年5月31日に日本武道館で開催されたROAD TO THE CHAMPIONSHIPが16,000人。
- DEEP→2002年9月7日に有明コロシアムで開催されたDEEP2001 6th IMPACT in ARIAKE COLOSSEUMが8,501人。
- JEWELS→2010年12月17日に後楽園ホールで開催されたJEWELS 11th RINGが1,216人。
- リングス→1998年7月20日に横浜アリーナで開催されたCAPTURED〜AKIRA MAEDA LAST MATCH〜が17,800人。
- シュートボクシング→2006年11月3日に両国国技館で開催されたSHOOT BOXING WORLD TOURNAMENT S-cup 2006が6,512人。
- UFC→2011年4月30日にオンタリオ州トロントのロジャース・センターで行われたUFC 129が55,724人。
- Strikeforce→2006年3月10日にカリフォルニア州サンノゼのHPパビリオンで行われたStrikeforce: Shamrock vs. Gracieが18,265人。
- Bellator FC
- EliteXC→2008年10月4日にフロリダ州サンライズのバンクアトランティック・センターで開催されたEliteXC: Heatが9,414人。
- IT'S SHOWTIME→2010年4月17日にオランダ・アムステルダムのアムステルダム・アレナで開催されたIt's Showtime 2010  Amsterdamが20,000人。
- M-1 Global→2011年11月20日にロシア・モスクワのオリンピック・スタジアムで開催されたM-1 グローバル ヒョードルvsモンソンが22,153人。

### ボクシング
- 日本→1990年2月11日に東京ドームで行われた世界ヘビー級タイトルマッチマイク・タイソンVSジェームス・ダグラスが51,600人。
- アメリカ→1926年9月23日にフィラデルフィアのミュニシパル・スタジアムで行われた世界ヘビー級タイトルマッチジャック・デンプシーVSジーン・タニーが120,757人。
- メキシコ→1993年2月20日にエスタディオ・アステカで行われたWBC世界ジュニアウェルター級タイトルマッチフリオ・セサール・チャベスVSグレグ・ホーゲンが132,274人（有料入場試合としてはボクシング史上最多）[1]。
- イギリス→2007年11月3日にカーディフのミレニアム・スタジアムで行われた世界スーパーミドル級タイトルマッチジョー・カルザゲVSミッケル・ケスラーが53,000人。
- ヨーロッパ→2009年6月20日にドイツのシャルケ04サッカースタジアムで行われた世界ヘビー級タイトルマッチウラジミール・クリチコVSルスラン・チャガエフが61,000人。
- 世界→1996年7月6日にフィリピン・リーサル公園で行われたWBC世界フェザー級タイトルマッチルイシト・エスピノサVSセサール・ソトが326,000人。

## 会場別
※印は、解体等で現在は使用されていない会場である。

### 日本
- 後楽園ホール→1990年10月15日に開催された日本ジュニアバンタム級タイトルマッチ中島俊一VS鬼塚勝也が3,600人。
- 日本武道館→2007年12月2日と、2009年9月27日に開催されたプロレスリング・ノア（小橋建太の腎臓ガンからの復帰戦と、三沢光晴の追悼記念興行）、2011年8月27日に開催されたALL TOGETHER、2013年5月11日に開催された「FINAL BURNING in Budokan 小橋建太引退記念試合」がいずれも17,000人。
- 両国国技館→2014年7月11日に開催されたWWE Liveが12,139人。
- ※蔵前国技館→1974年3月19日と、10月10日に開催された新日本プロレスの興行がともに16,500人。
- 東京ドーム→2002年12月7日に開催されたK-1 WORLD GRANDPRIX 2002 決勝戦が74,500人。
- ※後楽園球場→1952年5月19日に開催された、NBA世界フライ級タイトルマッチダド・マリノVS白井義男が45,000人。
- ※国立競技場→2002年8月28日に開催されたDynamite!史上最大の格闘技ワールドカップ SUMMER NIGHT FEVER in国立が91,107人。
- 明治神宮野球場→1999年8月28日に開催された、新日本プロレスのGINGU CLIMAXが48,000人。
- 有明コロシアム→2005年5月4日に開催されたK-1 WORLD MAX 2005 〜世界一決定トーナメント開幕戦〜が13,918人。
- ※田園コロシアム→1981年9月23日に開催された新日本プロレス「ブラディファイトシリーズ第29戦」が13,500人。
- ディファ有明→2011年8月7日に開催されたPANCRASE 2011 IMPRESSIVE TOURが1,999人。
- 東京ドームシティホール（旧JCBホール）→2010年5月2日に開催されたK-1 WORLD MAX 2010 〜-63kg Japan Tournament 1st Round〜が3,871人。
- 国立代々木競技場第一体育館→2008年3月5日に開催された戦極 〜第一陣〜が15,523人。
- 国立代々木競技場第二体育館→1999年2月3日に開催されたK-1 RISING SUN'99と、同年3月22日に開催されたK-1 THE CHALLENGE'99がともに5,000人。
- 東京体育館→1993年2月14日に開催されたWAR「Great History」が11,800人。
- 駒沢オリンピック公園総合運動場体育館→1996年12月11日に開催されたFMW「駒沢伝説」が7,923人。
- 東京ビッグサイト→2010年1月11日に開催されたWBAダブル世界戦が5,000人。
- 東京武道館→2003年9月26日に開催されたDRAGON GATE「Absoltamente 2003」が5,500人。
- 新宿FACE→2013年4月12日に開催された大仁田厚プロレスリング「〜伝われ! 邪道魂!!〜」 が890人。
- 新木場1stRING→2014年8月2日に開催されたDDT「闘うビアガーデン」が661人。
- 東京国際フォーラム→2012年4月6日に開催されたWBCダブル世界戦が5,012人。
- 大田区総合体育館→2014年8月17日に開催されたDRAGON GATE「DANGEROUS GATE 2014」が5,000人。
- ※大田区体育館→1991年5月29日に開催されたFMW「SHO・GE・KI!最終戦」が5,235人。
- 板橋グリーンホール→2014年7月13日に開催されたJWP「勝愛実引退試合〜MANAMI FINAL〜」が250人。
- 東京タワースタジオ→2016年8月8日に開催されたマーベラス「Marvelous Monday Fight Night」が300人。
- 王子小劇場→2015年7月20日に開催されたシアタープロレス花鳥風月「シアタープロレス東京花鳥風月vol.30『会者定離』 【第2部】」が135人。
- ※早大戸塚球場→1933年7月3日に開催されたバンタム級戦ピストン堀口VSエミール・プラドネルが30,000人。
- 大阪府立体育会館第一競技場→1996年10月11日に開催されたWARが9,500人。
- 大阪府立体育会館第二競技場→2011年5月7日に開催された第2回レジェンド・ザ・プロレスリングが1,500人。
- 大阪城ホール→2002年9月22日に開催されたK-1 ANDY SPIRITS 2002 〜K-1 JAPAN GP 2002〜が22,000人。
- 大阪ドーム（京セラドーム大阪）→2005年12月31日に開催されたK-1 PREMIUM 2005 Dynamite!!が53,025人。
- ※大阪球場→1954年5月24日に行われたレオ・エスピノサVS白井義男戦が35,000人。
- IMPホール→2012年2月11日に開催された全日本プロレス40th Anniversary Year 2012 エキサイトシリーズが1,050人。
- 扇町プール→1957年10月13日に開催された日本プロレスの興行が30,000人。
- 大阪府立門真スポーツセンター（現東和薬品RACTABドーム、旧なみはやドーム）→2001年9月23日に開催された2001 G1 WORLDが5,000人。
- アゼリア大正
- ※ナスキーホール・梅田
- ※道頓堀アリーナ（旧大阪ミナミ ムーブ・オン アリーナ）
- 愛知県体育館→2006年12月10日の新日本プロレスの興行が9,500人。
- 名古屋市総合体育館（現日本ガイシホール、旧レインボーホール）→2004年7月19日に開催されたPRIDE 武士道 -其の四-が10,892人。
- 名古屋国際会議場→2009年4月29日に開催されたハッスルが5,150人
- ナゴヤドーム→2003年12月31日に開催されたK-1 PREMIUM 2003 Dynamite!!が43,560人。
- ナゴヤ球場
- 名古屋市国際展示場（ポートメッセなごや）→2002年5月3日に開催された「SGP BATTLE OF ポートメッセ」が15,000人。
- 福岡国際センター→1996年6月25日に開催されたPANCRASE TOUR 1996 TRUTHが7,500人。
- マリンメッセ福岡→1998年5月24日に開催されたK-1 BRAVES '98が13,780人。
- 福岡ドーム（福岡ヤフオク! ドーム）→1993年5月3日に開催された新日本プロレスのレスリングどんたく1993が55,000人。
- 福岡市九電記念体育館
- 博多スターレーン
- ※福岡スポーツセンター
- 札幌ドーム→2001年7月20日に開催された新日本プロレスのDOME-QUAKEが28,000人。
- 真駒内屋内競技場（真駒内セキスイハイムアイスアリーナ）→1999年6月6日に開催されたK-1 SURVIVAL'99が11,000人。
- 北海道立総合体育センター（北海きたえーる）→2000年5月28日に開催されたK-1 SURVIVAL 2000が9,200人。
- ※札幌中島体育センター別館→1984年7月20日に開催された新日本プロレス「サマーファイトシリーズ第19戦」が7,000人。
- ※北海道立産業共進会場
- ※札幌テイセンホール
- 西武ドーム（西武プリンスドーム）→2000年8月27日に開催されたPRIDE.10が33,000人。
- さいたまスーパーアリーナ→2005年12月31日に開催されたPRIDE 男祭り 2005が49,801人。
- 春日部市総合体育館（ウイングハット春日部）→2012年7月16日に開催されたダブル世界戦が5,800人。
- レッスル武闘館→2015年7月25日に開催されたアイスリボン665が147人。
- 幕張メッセ→2008年3月29日に開催されたWBA世界フライ級タイトルマッチ坂田健史VS山口真吾が2,800人。
- 千葉ポートアリーナ
- 千葉公園体育館
- Blue Field（旧千葉Blue Field）→2005年1月3日に開催されたK-DOJO〜ビックリショー〜が282人。
- ※東京ベイNKホール→1996年9月7日に開催されたPANCRASE TOUR 1996 TRUTHが7,250人。
- 川崎富士見球技場（富士通スタジアム川崎、旧川崎球場）→1995年5月5日に開催されたFMW川崎球場大会（大仁田厚引退試合）が58,250人。
- ※川崎市体育館→1992年11月26日に開催された全日本女子プロレス「DREAM・RUSH〜川崎夢闘争」が5,500人。
- 横浜スタジアム→1992年9月19日に開催されたFMW「邪道」が30,000人。
- 横浜アリーナ→2003年3月16日に開催されたPRIDE.25が19,247人。
- パシフィコ横浜→2008年9月15日に開催されたトリプル世界戦が5,300人。
- 横浜文化体育館→1999年4月4日に開催されたGAEA JAPAN旗揚げ4周年記念大会が6,300人。
- 御崎公園球技場（現ノエビアスタジアム神戸、旧神戸ウイングスタジアム）→2003年12月31日に開催されたINOKI BOM-BA-YE 2003が43,111人。
- ワールド記念ホール→2011年2月11日に開催されたWBC世界ミニマム級タイトルマッチオーレイドン・シスサマーチャイVS井岡一翔が11,000人。
- 阪神甲子園球場→1951年6月9日に行われたダド・マリノVS後藤秀夫戦が20,000人。
- 仙台市体育館（カメイアリーナ仙台）
- 仙台サンプラザホール→2012年2月19日に開催されたALL TOGETHER 〜もう一回、ひとつになろうぜ〜が3,500人。
- ゼビオアリーナ仙台→2012年11月3日に開催されたWBCダブル世界戦が5,200人。
- ※ZeppSendai→2007年9月1日に開催されたみちのくプロレスの第4回ふく面ワールドリーグ戦が922人。
- ※宮城県スポーツセンター
- 広島県立総合体育館→2005年6月14日に開催されたK-1 WORLD GP 2005 in HIROSHIMAが7,166人。
- 広島サンプラザホール→2002年4月21日に開催されたK-1 BURNING 2002 〜広島初上陸〜が6,000人。

### アメリカ
- ニューヨーク・マディソン・スクエア・ガーデン→1984年1月23日に開催されたWWF（ハルク・ホーガンがアイアン・シークを破り、初の世界王座に戴冠した日）の興行が22,292人。
- ニューヨーク・ヤンキー・スタジアム→2010年6月5日に開催されたWBA世界スーパーウェルター級タイトルマッチユーリ・フォアマンVSミゲール・コットが20,727人。
- ※ニューヨーク・ヤンキー・スタジアム (1923年)→1923年7月24日に開催された世界ライト級タイトルマッチベニー・レナードvsルー・テンドラーが58,000人。
- ※ニューヨーク・シェイ・スタジアム→1980年8月9日にWWFが開催したショーダウン・アット・シェイ80が36,295人。
- ニュージャージー州ニューアーク・プルデンシャルセンター→2007年11月17日に開催されたUFC 78が14,071人。
- ニュージャージー州イーストラザフォード・メットライフ・スタジアム→2013年4月7日に開催されたレッスルマニア29が80,676人。
- ニュージャージー州ジャージーシティ、ボイルズ・サーティ・エーカーズ→1921年7月2日に開催された世界ヘビー級タイトルマッチ、ジャック・デンプシーvsジョルジュ・カルパンチェが84,000人。
- ルイジアナ州ニューオーリンズ・ルイジアナ・スーパードーム→1978年9月15日に開催されたWBA世界ヘビー級タイトルマッチレオン・スピンクスVSモハメド・アリが63,350人。
- ジョージア州アトランタ・ジョージア・ドーム→2011年4月3日に開催されたWWEレッスルマニアXXVIIが71,617人。
- アリゾナ州フェニックス・ユニバーシティ・オブ・フェニックス・スタジアム→2010年3月28日に開催されたWWEレッスルマニアXXVIが72,219人。
- フロリダ州マイアミ・サンライフ・スタジアム→2012年4月1日に開催されたWWEレッスルマニアXXVIIIが78,363人。
- フロリダ州オーランド・シトラス・ボウル→2008年3月30日に開催されたWWEレッスルマニアXXIVが74,635人。
- ミシガン州デトロイト・フォード・フィールド→2007年4月1日に開催されたWWEレッスルマニア23が80,103人。
- ミシガン州ポンティアック・ポンティアック・シルバードーム→1987年3月29日に開催されたWWFレッスルマニアIIIが93,173人。
- ミシガン州デトロイト・ザ・パレス・オブ・オーバーンヒルズ→1993年8月30日に開催されたWWFサマースラム1993が23,954人。
- イリノイ州シカゴ・オールステート・アリーナ→2006年4月2日に開催されたWWEレッスルマニア22が17,159人。
- ※イリノイ州シカゴ・コミスキー・パーク→1961年6月30日に開催されたNWA（バディ・ロジャースがパット・オコーナーを破り、NWA世界ヘビー級王座に戴冠した日）の興行が38,622人。
- イリノイ州シカゴ・ソルジャー・フィールド→1927年9月23日に開催された世界ヘビー級タイトルマッチ、ジーン・タニーVSジャック・デンプシーが104,943人。
- カリフォルニア州ロサンゼルス・ステイプルズ・センター→2009年1月24日に開催されたWBA世界ウェルター級タイトルマッチアントニオ・マルガリートVSシェーン・モズリーが20,820人。
- カリフォルニア州ロサンゼルス・ロサンゼルス・メモリアル・コロシアム→2007年6月2日に開催されたDynamite!! USAが54,000人。
- カリフォルニア州アナハイム・ポンド・オブ・アナハイム（現ホンダ・センター）→2000年4月2日に開催されたWWFレッスルマニア2000が19,776人。
- カリフォルニア州オークランド・オラクル・アリーナ→1999年2月21日に開催されたWCWスーパー・ブロウル IXが15,880人。
- カリフォルニア州サンノゼ・HPパビリオン→2011年11月19日に開催されたUFC 139が13,832人。
- カリフォルニア州サンフランシスコ・カウパレス→1961年3月4日に開催されたペッパー・ゴメスVSレイ・スティーブンス戦が17,000人。
- カリフォルニア州カーソン・ホーム・デポ・センター→2012年10月13日に開催されたWBO・WBC世界スーパーバンタム級王座統一戦、ノニト・ドネアVS西岡利晃が7,665人。
- ワシントン州シアトル・セーフコ・フィールド→2003年3月30日に開催されたWWEレッスルマニアXIXが54,097人。
- テキサス州ヒューストン・リライアント・スタジアム→2009年4月5日に開催されたWWEレッスルマニアXXVが72,744人。
- テキサス州ヒューストン・アストロドーム→2001年4月1日に開催されたWWFレッスルマニアX-Sevenが67,925人。
- テキサス州ヒューストン・トヨタセンター→2011年10月8日に開催されたUFC 136が16,164人。
- テキサス州サンアントニオ・アラモドーム→1997年1月19日に開催されたWWFロイヤルランブル1997が60,477人。
- テキサス州アーリントン・AT&Tスタジアム→2016年4月3日に開催されたWWEレッスルマニア32が101,763人。
- ※テキサス州アーヴィング・テキサス・スタジアム→1984年5月4日に開催されたフリッツ・フォン・エリックがプロモーターを務めるWCCWのイベント、パレード・オブ・チャンピオンズが50,123人。
- テキサス州ダラス・コットン・ボウル→1985年10月6日に開催されたWCCWの2nd・コットン・ボウル・エクストラバガンザが26,000人。
- テキサス州ダラス・アメリカン・エアラインズ・センター→2015年3月14日に開催されたUFC 185が17,160人。
- ※インディアナ州インディアナポリス・フージャードーム→1992年4月5日に開催されたWWFレッスルマニアVIIIが62,167人。
- インディアナ州インディアナポリス・コンセコ・フィールドハウス→2010年9月25日に開催されたUFC 119が15,811人。
- ミネソタ州ミネアポリス・メトロドーム→1986年4月20日に開催されたAWAレッスルロック86が23,000人。
- ネバダ州ラスベガス・マンダレイ・ベイ・イベント・センター→2011年10月29日に開催されたUFC 137が10,313人。
- ネバダ州ラスベガス・MGMグランド・ガーデン・アリーナ→2015年5月2日に開催されたフロイド・メイウェザー・ジュニア 対 マニー・パッキャオ戦が16,507人。
- ネバダ州ラスベガス・トーマス&マック・センター→2001年2月25日に開催されたWWEノー・ウェイ・アウト2001が15,223人。
- ※ペンシルベニア州フィラデルフィア・ミュニシパル・スタジアム→1926年9月23日に開催された世界ヘビー級タイトルマッチジャック・デンプシーVSジーン・タニーが120,757人。
- ペンシルベニア州フィラデルフィア・ウェルズ・ファーゴ・センター→1999年3月28日に開催されたWWFレッスルマニアXVが20,276人。
- ノースカロライナ州エリザベス・アメリカン・レギオン・メモリアル・スタジアム→1985年7月6日に開催されたNWAのグレート・アメリカン・バッシュ1985が27,000人。
- ※ウィスコンシン州ミルウォーキー・ミルウォーキー・カウンティ・スタジアム→1988年7月31日に開催されたWWFレッスル・フェスト1988が25,866人。
- マサチューセッツ州ボストン・TDガーデン→1998年3月29日に開催されたWWEレッスルマニアXIVが19,028人。
- ※マサチューセッツ州フォックスボロ・フォックスボロ・スタジアム→1985年7月8日に開催されたWWFキング・オブ・ザ・リング1985が23,000人。
- ミズーリ州セントルイス・トランス・ワールド・ドーム（現エドワード・ジョーンズ・ドーム）→1998年12月21日に開催されたWCWマンデー・ナイトロが29,000人。
- ワシントンD.C.・ベライゾン・センター（旧称MCIセンター）→2005年8月21日に開催されたWWEサマースラム2005が18,156人。
- オハイオ州コロンバス・ネイションワイド・アリーナ→2007年3月3日に開催されたUFC 68が19,079人。
- コロラド州デンバー・ペプシ・センター→2011年9月24日に開催されたUFC 135が16,344人。
- ハワイ州・ホノルル・アロハ・スタジアム→2005年7月29日に開催されたK-1 WORLD GP 2005 in HAWAIIが14,800人。

### カナダ
- オンタリオ州トロント・スカイドーム（現ロジャース・センター）→2002年3月17日に開催されたWWFレッスルマニアX8が68,237人。
- ※オンタリオ州トロント・エキシビション・スタジアム→1986年8月28日に開催されたWWFザ・ビッグ・イベントが74,000人。
- オンタリオ州トロント・エア・カナダ・センター→2011年12月10日に開催されたUFC 140が18,303人。
- オンタリオ州トロント・メープル・リーフ・ガーデンズ→1986年12月28日に開催されたWWFカナダ公演が18,000人。
- オンタリオ州ハミルトン・コップス・コロシアム→1988年1月24日に開催されたWWFロイヤルランブル1988が18,000人。
- ケベック州モントリオール・ベル・センター→2010年12月11日に開催されたUFC 124が23,152人。
- ブリティッシュコロンビア州・バンクーバー・ゼネラルモーターズ・プレイス（現ロジャース・アリーナ）→1998年12月13日に開催されたWWFロックボトムが17,677人。

### メキシコ
- メキシコシティ・アレナ・メヒコ→1998年7月18日に開催されたEMLLアニベサリオ57周年大会が23,000人。
- アレナ・コリセオ
- メキシコシティエスタディオ・アステカ→1990年10月21日に開催されたWBC世界ジュニアウェルター級タイトルマッチフリオ・セサール・チャベスVSグレグ・ホーゲンが132,274人。
- メキシコシティ・パラシオ・デ・ロス・デポルテ→2011年5月13日に開催されたWWE RAW・メキシコ・ツアーが19,900人。
- メキシコシティ・エル・トレオ→1983年7月12日に開催されたUWAの興行（UWAヘヴィー級王座戦カネックvs藤波辰巳）が30,000人。
- メキシコシティ・アレナ・シウダ・デ・メヒコ→2015年6月13日に開催されたUFC 188が21,036人。
- ナウカルパン・アレナ・ナウカルパン
- ナウカルパン・エル・トレオ→1977年9月7日に開催されたUWAの興行（ルー・テーズvsミル・マスカラス戦）が30,000人。
- モンテレー・アリーナ→2011年5月14日に開催されたWWE RAWメキシコ・ツアーが13,800人。
- モンテレー・プラザ・デ・モンテレー→2008年5月21日に開催されたWWE RAWメキシコ・ツアーが12,000人。
- モンテレー・プラザ・モニュメンタル→2006年9月23日に開催されたWWE RAWメキシコ・ツアーが13,500人。
- ケレタロ・プラザ・デ・サンタマリア→2008年5月22日に開催されたWWE RAWメキシコ・ツアーが8,500人。
- プラザ・メキシコ→1993年4月30日に開催されたAAAトリプレマニアIが48,000人。
- プラザ・グアダラハラ→2005年5月15日に開催されたAAAトリプレマニアXIIIが22,129人。
- グアダラハラ・VFGアリーナ→2009年9月26日に開催されたWWE RAW・メキシコ・ツアーが11,000人。
- エルモシージョ・マルチ・パーポース・センター→2011年5月11日に開催されたWWE RAWメキシコ・ツアーが10,300人。
- レオン・プラザ・ラ・ルース→2009年2月19日に開催されたWWE RAWメキシコ・ツアーが10,000人。
- シウダード・マデロ→2006年3月10日に開催されたAAAレイ・デ・レイズ2006が18,000人。
- トナラ・リオ・ニロ・コロシアム→1995年6月18日に開催されたAAAトリプレマニアIII-Bが19,500人。
- エスタジオ・クワウテモック→1969年に開催されたEMLLの興行（NWAウェルター級王座戦スティーブ・クレメンツvsカルロフ・ラガルデ）が46,000人。

### イギリス
- ※ロンドン・ウェンブリー・スタジアム→1992年8月29日に開催されたWWFサマースラム1992が80,355人。
- ロンドン・O2アリーナ→2008年8月15日に開催されたWWEスマックダウンと、その前に収録されたECWが17,422人。
- ロンドン・ウェンブリー・アリーナ→1991年10月4日に開催されたWWFイギリス公演が12,000人。
- ロンドン・ロイヤル・アルバート・ホール→2002年7月13日に開催されたUFC 38が5,000人。
- マンチェスター・マンチェスター・イブニング・ニュース・アリーナ→2009年11月14日に開催されたUFC 105が16,693人。
- バーミンガム・ナショナル・インドア・アリーナ→2008年10月18日に開催されたUFC 89が9,515人。
- バーミンガム・LGアリーナ→2011年11月5日に開催されたUFC 138が10,823人。
- ニューカッスル・メトロ・レイディオ・アリーナ→2008年1月19日に開催されたUFC 80が8,412人。
- ベルファスト・オデッセイアリーナ→2007年6月16日に開催されたUFC 72が7,850人。
- カーディフ・ミレニアム・スタジアム→2007年11月3日に開催された世界スーパーミドル級タイトルマッチジョー・カルザゲVSミッケル・ケスラーが53,000人。

### フランス
- パリ・パレ・オムニスポール・ド・パリ・ベルシー→2009年9月26日に開催されたWWE SMACKDOWN・ECW・LIVEが15,434人。
- パリ・ゼニス・デ・パリ→2007年4月24日に開催されたWWEレッスルマニア・リベンジ・ツアーが5803人。
- リヨン・ホール・トニー・ガルニエ→2010年10月13日に開催されたWWE DX・インベーション・ツアーが6328人。
- ニース・パレス・ニカイア→2008年11月6日に開催されたWWE SMACKDOWN・サバイバー・シリーズ・ツアーが6912人。
- ニーム・アリーナ・オブ・ニーム→2009年6月13日に開催されたWWE RAW・LIVEが14,040人。

### その他海外（アジア）
- 北朝鮮平壌・綾羅島メーデー・スタジアム→1995年4月29日に開催された、平和のための平壌国際体育・文化祝典が190,000人。
- 韓国・ソウル・蚕室体育館→2005年2月5日に開催されたWWE RAW・ツアーが10,000人。
- 韓国・ソウル・オリンピック第1体育館→2007年9月29日に開催されたK-1 WORLD GRAND PRIX 2007 IN SEOUL FINAL 16が16,652人。
- 中国・シャンハイ・上海万博文化センター→2010年8月22日に開催された上海国際博覧会開催中のWWE中国初公演が8,000人。
- 中国・香港・アジア国際博覧館→2007年8月5日に開催された K-1 WORLD GP 2007 IN HONG KONGが10,634人。
- 中国・マカオ・コタイ・アリーナ→2013年11月24日に開催されたマニー・パッキャオ対ブランドン・リオス戦が13,200人。
- 台湾・台北・南港展覧館→2008年7月13日に開催されたK-1 WORLD GP 2008 IN TAIPEIが10,000人。
- フィリピン・マニラリーサル公園→1996年7月6日に開催されたWBC世界フェザー級タイトルマッチルイシト・エスピノサVSセサール・ソトが326,000人。
- フィリピン・マニラ・アラネタ・コロシアム→1984年2月12日に開催された新日本プロレス・フィリピン興行が25,000人。
- フィリピン・マニラ・モール・オブ・アジア・アリーナ→2015年5月16日に開催されたUFC Fight Night: Edgar vs. Faberが13,446人。
- タイ・ラジャダムナン・スタジアム
- タイ・ルンピニー・スタジアム
- タイ・バンコク・スパチャラサイ国立競技場→1954年5月2日に開催されたWBA世界バンタム級タイトルマッチ、ジミー・カルザースvsチャムルーン・ソンキトラットが59,760人。
- ネパール・ポカラの屋外会場→2010年3月13日に開催されたプロレス・エキスポが15,000人。
- パキスタン・イスラマバード・アルミン・スポーツ・センター→1984年8月15日に開催された新日本プロレス・パキスタン興行が45,000人。
- パキスタン・カラチ・カラチ・ナショナル・スタジアム→1976年3月18日に開催されたアスラム・ペールワンvsイミール・シャジャ戦が60,000人。
- パキスタン・カラチ・ナショナル・ポロ・グラウンズ→1949年4月17日に開催された第1回パキスタンレスリング選手権試合ボォール・パハルワンvsユニス・グジュラワリアが100,000人。
- パキスタン・ラホール・ミント・パーク→1951年に開催されたパンジャブ選手権試合アスラム・ペールワンvsユニス・グジュラワリアが25,000人。
- パキスタン・ラホール・カダフィ・スタジアム→1984年8月8日に開催された新日本プロレス・パキスタン興行が35,000人。
- インド・ジャワハルラール・ネルー・スタジアム→2002年11月21日に開催されたWWE RAWツアー・オブ・インドが18,000人。
- インド・イラーハーバード・イラーハーバード・スタジアム→1910年10月に開催されたグレート・ガマvsラヒム・サルターニ・ワラ戦が40,000人。
- アラブ首長国連邦・アブダビ・フェラーリ・ワールド内コンサート・アリーナ→2010年4月10日に開催されたUFC 112が11,008人。

### その他海外（ヨーロッパ・ユーラシア）
- イタリア・ミラノ・メディオラヌム・フォーラム→2010年11月13日に開催されたWWEイタリア・ツアーが10,000人。
- アイルランド・ダブリン・The O2→2009年11月14日に開催されたWWE SMACKDOWN・ECW・ツアーが10,000人。
- アイルランド・ダブリン・インターナショナル・カンベンション&エキシビション・センター→2005年6月18日に開催されたWWE SMACKDOWN・ツアーが22,000人。
- ベルギー・ブリュッセル・フォレスト・ナショナル・アリーナ→2011年4月20日に開催されたWWE SMACKDOWN・ツアーが7,500人。
- ドイツ・ケルン・ランクセス・アレーナ→2009年6月13日に開催されたUFC 99が12,854人。
- ドイツ・ゲルゼンキルヒェン・シャルケ04サッカースタジアム→2009年6月20日に開催された世界ヘビー級タイトルマッチウラジミール・クリチコVSルスラン・チャガエフが61,000人。
- ドイツ・オーバーハウゼン・ケーニッヒ・ピルスナー・アリーナ→2010年11月13日に開催されたUFC 122が8,421人。
- ドイツ・ベルリン・メルセデス・ベンツ・アレーナ・ベルリン→2015年6月20日に開催されたUFC Fight Night: Jedrzejczyk vs. Penneが8,155人。
- オランダ・アムステルダム・アムステルダム・アレナ→2007年6月23日に開催されたK-1 WORLD GP 2007 IN AMSTERDAMが25,000人。
- トルコ・イスタンブール・アブディ・イペクチ・アリーナ→2010年11月14日に開催されたWWEトルコ・ツアーが12,000人。
- ギリシャ・アテネ・パナシナイコスタジアム→1933年9月20日に開催されたNWA世界王座戦ジム・ロンドスvsコラー・クワリアーニが110,000人。
- ロシア・モスクワ・レーニン・スタジアム→1989年12月31日に開催された新日本プロレス 大車輪キックinロシアが15,000人。
- ロシア・モスクワ・オリンピック・スタジアム→2011年11月20日に開催されたM-1 グローバル ヒョードルvsモンソンが22,153人。
- スイス・チューリッヒ・ハレンシュタディオン→2000年6月3日に開催されたK-1 Fight Night 2000が14,000人。
- スウェーデン・ストックホルム・エリクソン・グローブ・アリーナ→2014年10月4日に開催されたUFC Fight Night: Nelson vs. Storyが10,026人。

### その他海外（オセアニア）
- メルボルン・コロニアル・スタジアム→2002年8月10日に開催されたWWEグローバル・ワーニング・ツアーが56,734人。
- メルボルン・ロッド・レーバー・アリーナ→2007年11月10日に開催されたWWE RAW・サバイバー・シリーズ・ツアーが15,570 人。
- メルボルン・ハイセンス・アリーナ（旧ボーダフォン・アリーナ）→2001年6月16日に開催されたK-1 Oceania 2001が10,000人。
- シドニー・オールフォーンズ・アリーナ（旧エイサー・アリーナ）→2011年2月27日に開催されたUFC 127が18,186人。
- シドニー・シドニー・エンターテイメント・センター→1986年2月28日に開催されたWWFオーストラリア公演が12,000人。
- ブリスベン・ブリスベン・エンターテインメント・スタジアム→2006年3月5日に開催されたWWE SMACKDOWN・ツアーが9,800人。
- ブリスベン・サンコープ・スタジアム→2017年7月2日に開催されたWBO世界ウェルター級タイトルマッチマニー・パッキャオVSジェフ・ホーンが55,000人。
- パース・バースウッド・エンターテインメント・コンプレックス→2007年7月29日に開催されたWWE SMACKDOWN・ECW・ツアーが13,500人。
- ニュージーランド・ウェリントン・ウエストパック・スタジアム→2006年3月4日に開催されたWWE SMACKDOWN・ロード・トゥ・レッスルマニア・ツアーが23,875人。
- ニュージーランド・オークランド・ベクター・アリーナ→2014年6月28日に開催されたUFC Fight Night: Te Huna vs. Marquardtが8,089人。

### その他海外（中南米）
- プエルトリコ・サンフアン・ホセ・ミゲル・アグレロット・コロシアム→2005年1月9日に開催されたWWEニュー・イヤーズ・レボリューション2005が15,764人。
- プエルトリコ・サンフアン・ルーベン・ロドリゲス・コロシアム→1996年2月16日に開催されたUFC 8が13,000人。
- プエルトリコ・サンファン・ヒラム・ビソーン・スタジアム→1984年9月14日に開催されたWWC創立記念祭1984年大会が34,383人。
- グアテマラ・グアテマラシティ・エスタジオ・メテオ・フローレス→1976年2月1日に開催されたLLIヘヴィー級王座戦ミル・マスカラスvsラリー・ズビスコが42,000人。
- コスタリカ・サンホセエスタジオ・アレクサンダー・モレラ・ソト→2011年2月26日に開催されたWWEコスタリカ・ツアーが10,000人。
- ブラジル・リオデジャネイロ・HSBCアリーナ→2012年10月13日に開催されたUFC 153が16,844人。
- ブラジル・リオデジャネイロ・エスタジオ・ド・マラカナン→1956年7月21日に開催されたカウソン・グレイシーvsヴァウデマー・ サンタナ戦が40,000人。
- ブラジル・サンパウロ・サンパウロ・インフィニティ・クラブ→2002年10月1日に開催されたK-1 World MAX 2002 Preliminary Brazilが11,500人。
- エクアドル・キト・コロシアム・ジェネラル・ルミニャウイ→2008年2月12日に開催されたWWESMACKDOWN・ECW・ツアーが16,000人。
- ペルー・リマ・エスタディオ・ナシオナル→2008年7月3日に開催されたWWEサマースラム・ツアーが45,574人。
- チリ・サンティアゴ・アリーナ・サンティアゴ→2008年2月13日に開催されたWWEチリ・ツアーが12,000人。

### その他海外（アフリカ）
- コンゴ民主共和国・キンシャサ・スタッド・タタ・ラファエル（旧5月20日スタジアム）→1974年10月30日に開催された世界ヘビー級タイトルマッチジョージ・フォアマンVSモハメド・アリが80,000人。
- 南アフリカ・ベルヴィル・ベルヴィル・ヴェロドローム→2007年9月5日に開催されたWWE RAW・サマースラム・ツアーが7,000人。
- 南アフリカ・ダーバン・ウェストリッジ・スタジアム→1996年9月8日に開催されたWWF南アフリカ公演が9,000人。
- 南アフリカ・ケープタウン・グッド・ホープ・センター→2004年2月26日に開催されたWWE SMACKDOWN ハウスショーが10,000人。
- 南アフリカ・ヨハネスブルグ・コカ・コーラ・ドーム→2011年7月9日に開催されたWWE SMACKDOWN ハウスショーが11,500人。
- 南アフリカ・プレトリア、ロフタス・パースフェルド・スタジアム→1979年10月20日に開催されたWBA世界ヘビー級王座決定戦、ジョン・テートvsゲリー・コーツィーが81,000人。